# Najlepszy ojciec świata
Najlepszy ojciec świata (ang. World's Greatest Dad) – amerykański komediodramat z 2009 roku w reżyserii Bobcata Goldthwaita.

## Opis fabuły
Lance Clayton (Robin Williams) jest ojcem szesnastoletniego Kyle'a (Daryl Sabara) uzależnionego od masturbacji. Pewnego dnia Kyle umiera wskutek niebezpiecznego aktu autoerotyzmu. Lance pozoruje samobójstwo. Postanawia wykorzystać ten fakt do realizacji swoich planów.

## Obsada
- Robin Williams jako Lance Clayton
- Daryl Sabara jako Kyle
- Alexie Gilmore jako Claire
- Evan Martin jako Andrew
- Lorraine Nicholson jako Heather
- Henry Simmons jako Mike
- Geoff Pierson jako dyrektor Anderson

i inni